# José Enrique Pons Grau
José Enrique Pons Grau (ur. 19 czerwca 1948 w Tavernes de la Valldigna, zm. 12 czerwca 2024) – hiszpański polityk i nauczyciel, poseł do Kongresu Deputowanych, poseł do Parlamentu Europejskiego II, III i IV kadencji.

## Życiorys
Z wykształcenia nauczyciel, pracował w szkołach średnich. W latach 70. zaangażował się w działalność opozycyjną w ramach nielegalnej wówczas Hiszpańskiej Socjalistycznej Partii Robotniczej w Walencji. Po przemianach politycznych w drugiej połowy tej dekady pozostał aktywnym członkiem PSOE. Z ramienia socjalistów od 1983 do 1986 zasiadał w Kongresie Deputowanych II kadencji. Od 1986 do 1999 był eurodeputowanym, należał do frakcji socjalistycznej, pełnił m.in. funkcję wiceprzewodniczącego Komisji ds. Stosunków Gospodarczych z Zagranicą.